# Jonas Armstrong
William Jonas Armstrong (ur. 1 stycznia 1981 w Dublinie) – irlandzko-angielski aktor teatralny, telewizyjny i filmowy. Odtwórca tytułowej roli w serialu stacji BBC One Robin Hood.

## Życiorys

### Wczesne lata
Urodził się w Dublinie w Irlandii. Gdy miał sześć lat wraz z rodziną przeprowadził się do Lytham St Anne’s w hrabstwie Lancashire w Anglii. Uczęszczał do Arnold School w Blackpool. W 2003 roku ukończył Royal Academy of Dramatic Art w Londynie. Otrzymał także certyfikat BASSC (The British Academy of Stage & Screen Combat).

### Kariera
Występował na scenie w komedii szekspirowskiej Wieczór Trzech Króli, spektaklu Bertolta Brechta The Caucasian Chalk Circle, sztuce Arthura Millera Czarownice z Salem i dramacie Jamesa Joyce’a Ulisses. Pojawił się jako Anthony Millington w siedmiu odcinkach serialu Channel 4 Nauczyciele (Teachers, 2004).
Jego pierwszą główną rolą telewizyjną był Robin Hood w serialu BBC Robin Hood, którą przyjął w październiku 2006 roku. Ostatni odcinek został wyemitowany 27 czerwca 2009 roku.

## Filmografia

### Filmy fabularne
- 2006: Losing Gemma (TV) jako Steve
- 2008: Księga krwi (Book of Blood) jako Simon McNeal
- 2011: Wściekłość Yeti (Rage of the Yeti, TV) jako Bill
- 2012: Dwadzieścia8k (Twenty8k) jako Clint O’Connor
- 2013: Walking with the Enemy jako Elek Cohen
- 2013: The Whale (TV) jako Owen Chase
- 2014: Na skraju jutra (Edge of Tomorrow) jako Skinner

### Seriale TV
- 2004: Nauczyciele (Teachers) jako Anthony Millington
- 2005: Oddział duchów (The Ghost Squad) jako Pete Maitland
- 2006–2009: Robin Hood jako Robin Hood
- 2007: Buzzcocks... Imagine a Mildly Amusing Panel Show w roli samego siebie
- 2009: The Street jako Nick
- 2010: Agatha Christie: Panna Marple (Agatha Christie’s Marple) jako Anthony Cade
- 2011: The Field of Blood jako Terry Hewitt
- 2011: Trupia farma (The Body Farm) jako Nick Warner
- 2012: Prisoners’ Wives jako Steve Roscoe
- 2012: Hit & Miss jako Ben
- 2013: The Field of Blood jako Terry Hewitt
- 2015: The Dovekeepers jako Joab
- 2016: Ripper Street: Tajemnica Kuby Rozpruwacza (Ripper Street) jako Nathaniel
- 2016: Line of Duty jako Joe
- 2016: Dark Angel jako Joe